# 德米特里夫卡 (法斯蒂夫區)
50°1′39″N 29°43′31″E / 50.02750°N 29.72528°E
德米特里夫卡（烏克蘭語：Дмитрівка）是位於烏克蘭北部的村莊，由基辅州法斯蒂夫區的科然卡市鎮負責管轄。該村面積3.18平方公里，海拔高度181米，2001年人口595，人口密度每平方公里187.1人。